# World of Outlaws Late Model Series
A World of Outlaws Late Model Series é uma categoria de automobilismo da World of Outlaws que utiliza carros de stock car em circuitos ovais de terra. A categoria utiliza carros com motores V8 de aproximadamente 800 HP. A categoria foi criada em 1988 disputada até 1989, depois voltou a partir do ano de 2004.

## Campeões
- 2017 - Brandon Sheppard
- 2016 - Josh Richards
- 2015 – Shane Clanton
- 2014 – Darrell Lanigan
- 2013 – Josh Richards
- 2012 – Darrell Lanigan
- 2011 – Rick Eckert
- 2010 – Josh Richards
- 2009 – Josh Richards
- 2008 – Darrell Lanigan
- 2007 – Steve Francis
- 2006 – Tim McCreadie
- 2005 – Billy Moyer
- 2004 – Scott Bloomquist
- 1989 - Billy Moyer
- 1988 - Billy Moyer